# Анкудінов Іван Андрійович
Анкудінов Іван Андрійович (рос. Анкудинов, Иван Андреевич; 14 вересня 1906, Мордовські Липяги, Самарська губернія, Російська імперія — 30 листопада 1944, Требішов, Чехословаччина) — радянський військовий діяч, учасник Великої Вітчизняної війни, Герой Радянського Союзу.

## Біографія
Анкудінов Іван Андрійович народився 14 вересня 1906 року у селі Мордовські Липяги, нині в межах Новокуйбишевська, Самарська область, в родині селянина. Мордвин. У 1927 році закінчив профтехшколу. Працював бригадиром транспортної бригади.
На військову службу призваний у 1928 році Молотовським райвійськкоматом Куйбишевської області. Проходив службу в 107-му окремому дивізіоні військ ОДПУ — червоноармієць, командир відділення. Член ВКП(б) з 1930 року. У 1932  році закінчив Ново-Петергофську школу прикордонної охорони і військ ОДПУ. Служив на державному кордоні на посадах помічника начальника і начальника прикордонної застави (Кам'янець-Подільський прикордонний загін, Український прикордонний округ), помічника начальника штабу і начальника штабу прикордонної застави на кордоні з Литвою, з 1939 року — на кордоні з Польщею. Брав участь у визвольному поході РСЧА в Західну Білорусію у вересні 1939 і в радянсько-фінській війні 1939—1940 років.
З першого дня Великої Вітчизняної війни на фронті. Воював на Західному, Центральному, Брянському, 1-му і 4-му Українському фронтах. Начальник штабу 3-ї прикордонної комендатури 18-го прикордонного загону старший лейтенант Анкудінов вивів своїх підлеглих з оточення в липні 1941 року. У бою під станцією Капцевичі, Могильовської області, 24 липня 1941 року зведений загін прикордонників під його командуванням відбив атаку переважаючих сил противника, завдавши німцям великих втрат. Анкудінов був важко поранений, але залишився в бою до втрати свідомості.
Після лікування в госпіталі у Воронежі в кінці 1941 року направлений на курси комскладу в Казань. З літа 1942 року — в розвідвідділі штабу Брянського фронту. Потім перейшов на командну роботу. В якості начальника штабу і заступника командира стрілецького полку брав участь у звільненні від німецько-фашистських загарбників України. Двічі поранений у боях.
Командир 1157-го ордена Богдана Хмельницького стрілецького полку (351-а Шепетівська Червонопрапорна, орденів Суворова і Богдана Хмельницького стрілецька дивізія, 18-а армія, 4-й Український фронт) підполковник І. А. Анкудінов відзначився в боях на Закарпатті в ході Східно-Карпатської наступальної операції.
Його полк 26 жовтня — 30 листопада 1944 року брав участь у визволенні міст Мукачеве, Ужгород, Закарпатської області, України, форсував водні перешкоди і штурмом оволодів населеними пунктами Стретава, Палин та іншими. За ці дні полком було знищено до 500 і взято в полон близько 2000 солдатів і офіцерів противника.
30 листопада 1944 підполковник І. А. Анкудінов загинув у бою при форсуванні річки Ондава на підступах до міста Требішов (Чехословаччина). Похований на Пагорбі Слави в Ужгороді.
Указом Президії Верховної Ради СРСР від 24 березня 1945 року за зразкове виконання бойових завдань командування на фронті боротьби з німецько-фашистськими загарбниками і проявлені при цьому мужність і героїзм, підполковнику Анкудінову Івану Андрійовичу присвоєно звання Героя Радянського Союзу (посмертно).

## Нагороди
- Герой Радянського Союзу (1945);
- Орден Леніна (1945);
- Орден Червоного Прапора;
- Орден Суворова 3 ступеня;
- Орден Вітчизняної війни 1 ступеня;
- 3 ордени Червоної Зірки;
- медаль.